# Lista de presidentes da Serra Leoa
O presidente é o chefe de estado e o chefe de governo, e também o comandante-em-chefe das forças armadas de Serra Leoa. Ele indica e preside o gabinete de ministros e também indica o vice-presidente que deve ser aprovado pelo parlamento.

## Mandato
Segundo a constituição do país, o presidente será eleito para um mandato de 5 anos, com possibilidade de reeleger-se uma vez. Para ser eleito, o presidente deve obter pelo menos 55% dos votos. Caso isto não ocorra, é realizado um segundo turno entre os dois candidatos mais votados no primeiro turno.

## Requisitos
Para poder candidatar-se a presidente, é preciso ser nascido em Serra Leoa, ter pelo menos 40 anos de idade, ser membro de um partido político e saber ler e escrever em língua inglesa.
Esta é a lista dos presidentes da Serra Leoa após 1971. 

## Lista de presidentes (1971-presente)
| №                                  | Retrato                        | Nome                                          | Mandato                        | Mandato                              | Partido                        | Eleição                        |
| Primeira República (1971-1992)     | Primeira República (1971-1992) | Primeira República (1971-1992)                | Primeira República (1971-1992) | Primeira República (1971-1992)       | Primeira República (1971-1992) | Primeira República (1971-1992) |
| ---------------------------------- | ------------------------------ | --------------------------------------------- | ------------------------------ | ------------------------------------ | ------------------------------ | ------------------------------ |
| -                                  |                                | Christopher Okoro Cole (Interino) (1921-1990) | 19 de abril de 1971            | 21 de abril de 1971                  | Militar                        | —                              |
| 1                                  |                                | Siaka Stevens (1905-1988)                     | 21 de abril de 1971            | 28 de novembro de 1985 (Assassinado) | APC                            | —                              |
| 2                                  |                                | Joseph Saidu Momoh (1937-2003)                | 28 de novembro de 1985         | 29 de abril de 1985 (Deposto)        | APC                            | 1985                           |
| Regime Militar (1992-1996)         |                                |                                               |                                |                                      |                                |                                |
| 3                                  |                                | Yahya Kanu (????-1992)                        | 29 de abril de 1992            | 1 de maio de 1992                    | Militar                        | —                              |
| 4                                  |                                | Valentine Strasser (n.1967)                   | 1 de maio de 1992              | 17 de janeiro de 1996 (Deposto)      | Militar                        | —                              |
| 5                                  |                                | Julius Maada Bio (n.1964)                     | 17 de janeiro de 1996          | 29 de março de 1996                  | Militar                        | —                              |
| Segunda República (1996-1997)      |                                |                                               |                                |                                      |                                |                                |
| 6                                  |                                | Ahmad Tejan Kabbah (1932-2014)                | 29 de março de 1996            | 25 de maio de 1997 (Deposto)         | SLPP                           | 1996                           |
| Regime Militar (1997-1998)         |                                |                                               |                                |                                      |                                |                                |
| 7                                  |                                | Johnny Paul Koroma (1960-2003/2017)           | 25 de maio de 1997             | 12 de fevereiro de 1998              | Militar                        | —                              |
| Terceira República (1998-presente) |                                |                                               |                                |                                      |                                |                                |
| (6)                                |                                | Ahmad Tejan Kabbah (1932-2014)                | 12 de fevereiro de 1998        | 17 de setembro de 2007               | SLPP                           | 2002                           |
| 8                                  |                                | Ernest Bai Koroma (n.1953)                    | 17 de setembro de 2007         | 4 de abril de 2018                   | APC                            | 2007 2012                      |
| 9                                  |                                | Julius Maada Bio (n.1964)                     | 4 de abril de 2018             | Presente                             | SLPP                           | 2018                           |